# بروتوكول (دبلوماسية)

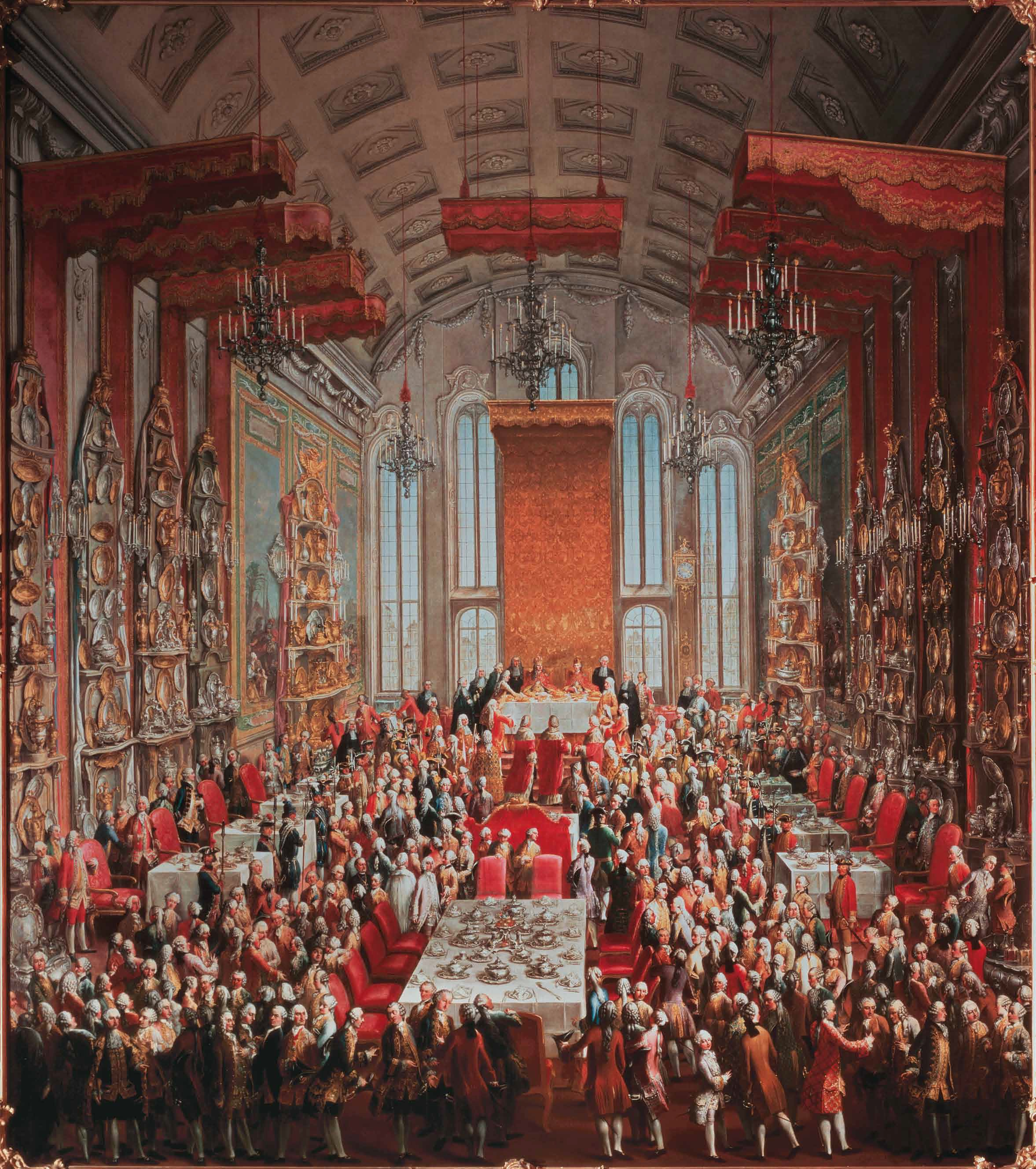

البروتوكول في السياسة الدولية، هو عبارة إتيكيت خاص بقواعد الدبلوماسية وشؤون الدولة.
فالبروتوكول هو القاعدة التي توجّه الكيفية التي يجب أن يؤدى بها تصرّف أو نشاط ما. خاصّة في مجال الدبلوماسية. ففي المجالات الدبلوماسية ومجالات الخدمات الحكومية، فإن البروتوكول هو عبارة عن مجموعة من القواعد أو التوجيهات والتي تكون في أغلب الأحيان شفهية أو غير مكتوبة. فالبروتوكولات تحدد السلوك السليم أو المتعارف على قبوله فيما يتعلق بأصول الدبلوماسية وشؤون الدولة. ومثال ذلك اظهار الاحترام المناسب لرئيس الدولة، ومراعاة الترتيب الزمني (حسب الأقدمية أو العمر) للدبلوماسيين عند تنظيمهم في مجلس أو اجتماع ما. وبذلك فإن أحد تعريفات البروتوكول الدبلوماسي هو:

## تعريف البروتوكول
هنالك معنيان لكلمة بروتوكول:
- ففي المعنى القانوني، يعرّف البروتوكل على أنه اتفاقية دولية تكمّل أو تحسّن معاهدة ما أو أنه ملحق بمعاهدة ما. كما قد يطلق على الأصول أو القواعد التي يرجع إليها الأطراف عند الاختلاف في تفسير المعاهدة.
- أما في المعنى الدبلوماسي، فإنه يطلق على مجموعة القواعد والإجراءات والاتفاقيات والاحتفالات التي تتصل بالعلاقات بين الدول. أو مجموع الإجراءات والتقاليد وقواعد اللياقة التي تسود المعاملات الدولية، وتقوم تنفيذاً للقواعد الدولية والعامة أو بناءً على العرف الدولي.

وقد اشتقّ مصطلح بروتوكل من الكلمة الإغريقية بروتوكولان (بالإنجليزية: protokollan)‏ وتعني: الغراء الأول. أتى هذا المصلح من فعل لصق ورقة على الجزء الأمامي من وثيقة للحفاظ عليها عندما كانت مختومة. والذي أضفى أصالة إضافية لها. تعلّق مصطلح بروتوكول في البداية بالأشكال المختلفة والملاحظة في المراسلات الرسمية بين الدول، والتي غالبا ما تكون ذات طبيعة تفصيلية. ومع ذلك، فإنه وعلى مر الزمن فقد اتسع هذا المصطلح ليشمل مجالا أوسع من العلاقات الدولية.

## مهام القسم البروتوكولي
تتولى عادة جهة معينة في الدولة تنظيم المهام البروتوكولية، قد تكون هذه الجهة هي وزارة الخارجية، أو دائرة التشريفات في رئاسة الدولة أو الديوان الملكي، وقد تختلف مهام هذه الجهة التي تتولى شؤون المراسم في بعض الدول وتتباين من بلد لآخر إلا أنها وبشكل عام تتفق في مجموعة من الاختصاصات وهي:
- ترتيب وتنظيم وإعداد برنامج زيارات الوفود الرسمية الزائرة لبلد الاستقبال بما في ذلك رؤساء الدول ووزراء الخارجية وغيرهم من الشخصيات الرفيعة المستوى.
- استقبال الوفود والشخصيات الرسمية الزائرة.
- استقبال السفراء الجدد وتوديع المنتهية مهمتهم.
- الإشراف على الحفلات الرسمية التي يشترك فيها المبعوثون الدبلوماسيون.
- تنظيم المؤتمرات الدولية التي تعقد في دولة الاستقبال.
- إصدار الجوازات الدبلوماسية والخاصة والمهمة.
- منح سمات الخروج على الجوازات الدبلوماسية والخاصة والمهمة.
- منح بطاقات الهوية الدبلوماسية للمبعوثين الدبلوماسيين والقناصل المعتمدين وموظفي المؤسسات الدولية.
- تهيئة كتب اعتماد السفراء والقائمين بالأعمال الأصليين.
- إعداد قائمة السلك الدبلوماسي والسلك القنصلي وموظفي المؤسسات الدولية.
- تهيئة كتب اعتماد السفراء لدولة الإيفاد وترجمتها عند الاقتضاء.
- استلام صور من أوراق اعتماد السفراء والقائمين بالأعمال الأصليين.
- استلام البراءات القنصلية الخاصة بالقناصل الأجانب ومنحهم إجازات العمل.
- إعداد قائمة بالأعياد القومية الأجنبية وبرقيات التهاني بهذه المناسبات.
- اقتراح منح الأوسمة للدبلوماسيين عند الانتهاء من مهمتهم.

## آداب البروتوكول
قواعد المجاملة في التعامل الدولي لا تختلف كثيرا عن قواعد المجاملة وحسن السلوك بالنسبة للأفراد. من حيث أنه ليس هناك حد أقصى لدرجة اللطف أو التهذيب، ولكن هناك حد أدنى لا يمكن تجاوزه إذ يصبح تحته السلوك واضحا جدأ بأنه سيئ.
وقد وجدت قواعد الإيتيكيت من آلاف السنين، وقد نشأت وتطوّرت قواعد صارمة في مختلف المجتمعات كانت مهمتها تنظيم السلوك السليم، منها: من الذي سيجلس أين، ومتى يجب عليك أن تقف أو بأي لقب عليك أن تخاطب شخصا ما، وكيف يمكن التعامل مع رؤسائك أو الطريقة السليمة للتعامل مع حاكم دولة، وكيف سيكون ترتيب المواكب، وما اللباس الذي سيتم ارتداؤه في أي مناسبة، وباختصار فإن أدب البروتوكول يحدد ما هو صحيح وسليم، وما يمكن أن يكون مقبولا وما لا يكون مقبولا، وما الذي يجب عمله وما لا يجب.
إن البروتوكول يختلف من مجتمع إلى آخر. ويتغير مع تغير الأوقات. وكما أصبحت الحياة الدبلوماسية عموما أكثر رسمية، وأدت وسائل السفر الحديثة إلى مزيد من الزيارات المتبادلة، فإن البروتوكولات أصبحت أيضا أقل رسمية، والعدة والعتاد والجعجعة التي كانت متبعة في السنوات الماضي قد أفسحت مجالا للمزيد من البراغماتية. ولكن هناك بعض المبادئ الأساسية التي لم تتغير مثل الأسبقية، وأشكال المراسلات بين الدول، وطبيعة الامتيازات والحصانات الدبلوماسية، والاحتفالات الرسمية للدولة.